# Поэма о крыльях
«Поэ́ма о кры́льях» — советский художественный фильм 1979 года режиссёра Даниила Храбровицкого о жизни и творчестве авиаконструкторов А. Н. Туполева и И. И. Сикорского.

## Сюжет
Фильм повествует о судьбах двух великих авиаконструкторов, Андрея Туполева и Игоря Сикорского: когда-то давно один из них остался в СССР, другой навсегда покинул его. Разные судьбы, разный путь к одной цели, покорению неба.
В финале оба авиаконструктора случайно встречаются, после многих лет разлуки, на Парижском авиасалоне, куда Туполев привёз свой Ту-144.

## В ролях
- Владислав Стржельчик — А. Н. Туполев
- Юрий Яковлев — И. И. Сикорский
- Николай Анненков — Н. Е. Жуковский
- Ада Роговцева — Юлия Николаевна Туполева
- Олег Ефремов — С. В. Рахманинов
- Анатолий Азо — А. А. Архангельский
- Юрий Каюров — В. И. Ленин
- Игорь Ледогоров — Шевелёв, соратник Туполева
- Пётр Вельяминов — Дмитрий Степанович Орлов, государственный деятель
- Эрнст Романов — Н. П. Горбунов
- Игорь Васильев — Вадим Алексеевич Кириллов, из команды Сикорского
- Иван Лапиков — есаул, эмигрант в США
- Георгий Епифанцев — Попов, лётчик в Париже
- Эдишер Магалашвили — Г. К. Орджоникидзе
- Владислав Долгоруков — В. П. Ветчинкин
- Сергей Десницкий — П. О. Сухой
- Валерий Бабятинский — император Николай II / человек из лаборатории с аэродинамической трубой
- Алла Балтер — эпизод
- Борис Борисов — Князев
- Александр Галибин — Костя
- Игорь Дмитриев — великий князь Николай Николаевич
- Эдуард Изотов — подданный царя
- Юрий Каморный — М. М. Громов
- Роман Филиппов — купец-сибиряк
- Альбина Матвеева — медсестра

## Из истории съёмок
- Первоначально на роль Сикорского был утверждён Владислав Дворжецкий, но он вынужден был отказаться по состоянию здоровья[1].
- Полноразмерную летающую копию самолёта «Илья Муромец» для съёмок фильма построили в СКБ Рижского Краснознамённого института инженеров гражданской авиации (РКИИГА) под руководством инженера Ю. Б. Прибыльского и собрали в ангаре аэроклуба латвийского колхоза «Накотне», который взял на себя выполнение работ по хозяйственному договору. Поскольку чертежей самолёта не сохранилось, по заказу «Мосфильма» их выполнило вертолётное КБ Миля. Однако в СКБ эти чертежи забраковали, поскольку расчёты прочности были неточными, а малейшая ошибка грозила крахом при попытке состыковать из частей огромную махину самолёта с размахом крыльев в 30 метров и длиной фюзеляжа 22 м. Перерасчёт конструкции и чертежи выполнил преподаватель РКИИГА Донат Павлович Осокин. «Группа энтузиастов из Риги за полгода и 300 тысяч рублей сделала то, на что моей фирме потребовалось бы 2 года и полтора миллиона», — примерно так передают слова Главного конструктора Алексея Туполева после того, как он увидел на Тушинском аэродроме в Москве «Илью Муромца». Копия легендарного самолета была выполнена для съёмок фильма, как встарь, из дерева. У этой истории не было прецедентов в истории советского кино — ни по затратам, ни по технической части. Ведь этот самолет не только играл роль своего героя в статичных съемках, но и бегал по аэродрому, почти отрываясь от земли[2].

## Награды
- 1980 — 13-й Всесоюзный кинофестиваль в Душанбе по разделу художественных фильмов: специальный приз жюри — Даниилу Храбровицкому за фильм «Поэма о крыльях»[3].